# Малайцы
Малайцы:

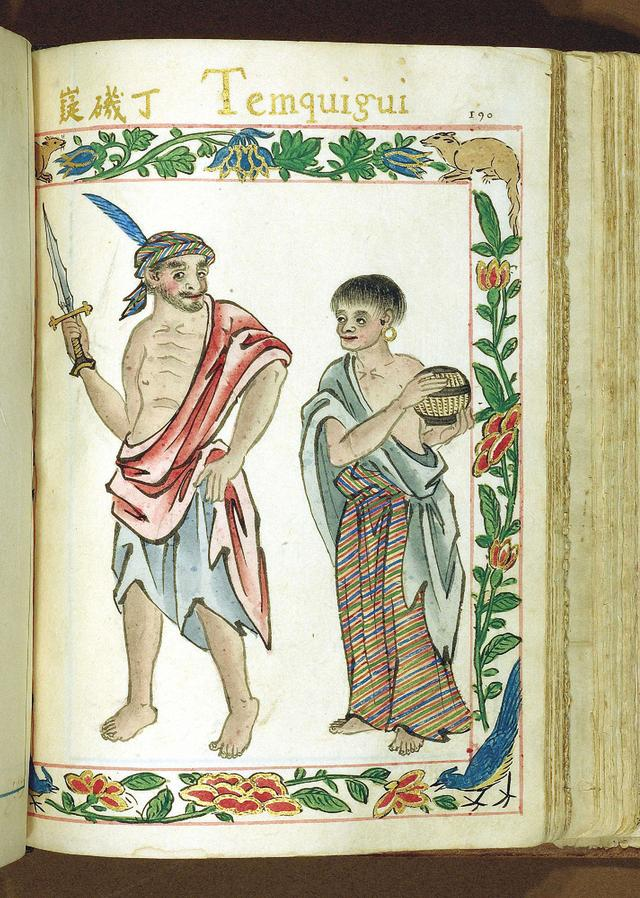
Малайцы из Тренгану. Миниатюра «Кодекса [Чарльза] Боксера» (1590)

1. Малайцы — австронезийский народ в Юго-Восточной Азии, говорящий на малайском языке австронезийской семьи языков. В древности малайцы пользовались южноиндийской письменностью, с XIV—XV веков — арабским алфавитом. Регионы со значительным числом малайского населения: Бруней, Тимор, Индонезия, Мадагаскар, Малайзия, Филиппины, Сингапур, Паттани (в Таиланде). Другие регионы, где живут малайцы: Австралия, Канада, Коморы, Германия, Япония, Мьянма, Нидерланды, Палау, Саудовская Аравия, Южная Африка, Хайнань, Гонконг, Майотта, Новая Каледония, Северные Марианские острова, Реюньон, Индия и США.
2. Реже — родственные малайцам народы, говорящие на идиомах малайско-полинезийской ветви языков: малайский, индонезийский, тагальский, яванский, тетум и другие. Общее число австронезийских языков превосходит 1000, что связано с изолированной жизнью народов на большом числе островов. Религии: ислам, христианство, индуизм, буддизм, племенные религии. Сюда же относятся такие этнические группы, как тямы, джарай, аборигены Тайваня, Полинезии, Микронезии и другие народы австронезийской языковой семьи. В целом эти народы заселяют большую группу островов, называемую Малайским архипелагом, и другие соседние территории. Они основали в древности ряд исламских султанатов, королевство Паттани, королевство Тямпа (Чампа) во Вьетнаме. Малайцы родственны полинезийцам и микронезийцам, населяющим острова Тихого океана. Цвет кожи малайцев — от светло-бронзового до тёмно-коричневого.

## Этимология
Согласно «Истории джамби», слово «малаец» происходит от названия реки Мелайю, протекающей рядом с рекой Батанг Хари, или ныне Муара Джамби, в провинции Джамби на Суматре. Основатель Малакки, Парамешвара, был принцем Палембанга, принадлежавшего народу «малайю». И Цзин (635—713) указывает в своем дневнике, что народ по имени «ма-ла-ю» тогда уже существовал. Согласно археологическим исследованиям в Джамби, там было найдено много древних артефактов и архитектуры Малайи. Слово «малаец» попало в английский и голландский языки через португальский в форме «малайо», и произведено было от туземного «мелайю». Согласно популярной теории, оно значит «беглецы» или «переселенцы» ввиду большой подвижности этого народа.
В 1775 году докторская диссертация антрополога Иоганна Фридриха Блуменбаха выделяет четыре расы по цвету кожи; кавказская (белая), эфиопская (чёрная), американская (красная), монголоидная (жёлтая). В 1795 году он ввел ещё одно понятие: малайская раса, как подвид монголоидной. Он охарактеризовал её как «коричневую». Термин этот он относил к жителям Марианских, Филиппинских, Молуккских островов, Сунда, Таити и других островов Тихого океана. Начиная с Блуменбаха, многие антропологи придерживаются той же классификации.
Термин «малайцы» воспринимают многие филиппинцы, относя его к коренному населению страны, а также к народам соседних стран, Индонезии и Малайзии. Американский антрополог Х. Отли Байер предположил, что филиппинцы произошли от малайцев, мигрировавших из Индонезии и Малайзии. Эта идея была воспринята филиппинскими историками и введена в школьную программу. Однако ряд антропологов считает, что наоборот, малайцы мигрировали на юг с Филиппин в Индонезию и Малайзию (Питер Белвуд, Роберт Блуст, Малком Росс, Эндрью Поули, Лоренс Рейд).

## Область расселения
В широком смысле термин «малайцы» используется для всех народов, населяющих Малайский архипелаг. Это ачех, минангкабау, батаки, мандайлинги, живущие на Суматре, яванцы и сунда на Яве, банджары, ибаны адазаны и меланау на Борнео, буги и тораджи на Сулавеси, этнические группы на Филиппинах, такие как тагалы, илоканы, ифугао на о. Лусон, висайя на центральных Филиппинах, магинданао, таусуг и баджау на Минданао, народы архипелага Сулу и Восточного Тимора. В узком смысле это имя принадлежит народу, который мигрировал с востока Суматры на Малайский полуостровов или архипелаг Риау, их называют «малайцы Риау». В узком смысле зона расселения малайцев — Малайзия и Индонезия.
В Малайзии малайцами считаются те, чьи предки — малайцы, кто говорит по-малайски, исповедует ислам и принадлежит к малайской культуре. Другие группы, классифицирующиеся, как малайцы, живущие вне Малайского архипелага, это — тямы (в Камбодже и Вьетнаме), угсулы, живущие на о. Хайнань. Потомки малайцев живут сегодня и на Шри-Ланке, и в Южной Африке, в Австралии и на Мадагаскаре.

## Языки
Язык собственно малайцев — малайский, государственный язык Малайзии. Он же был принят в качестве государственного в Индонезии, и в 1945 году получил там название индонезийского. Он используется в качестве языка межнационального общения, так как народы Индонезии имеют свои языки.
Другие языки, родственные малайскому, классифицируются как ветвь малайско-полинезийской языковой ветви, которая входит в австронезийскую языковую семью. Сюда относятся такие языки, как индонезийский, малайский, тагальский, другие языки Филиппин, тетум (Восточный Тимор), малагасийский язык Мадагаскара. Сюда же входит и полинезийская ветвь, к которой относятся самоанский, гавайский, рапануи языки и маори в Новой Зеландии.

## Одежда

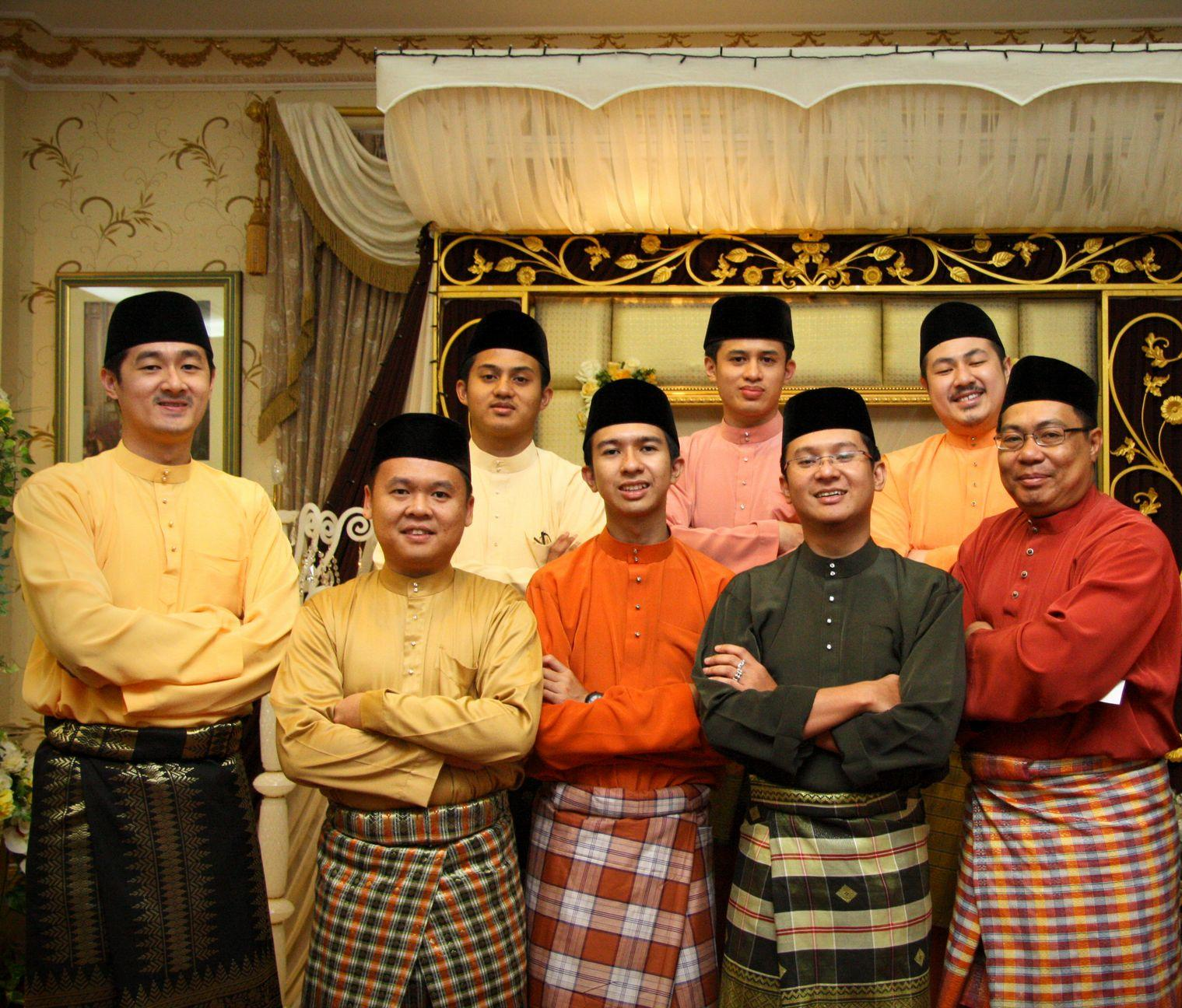
Мужчины в Cekak Musang

Традиционная одежда у мужчин состоит из длинной рубашки и брюк (баджу Мелаю), а также саронга, который обёртывается вокруг талии и висит поверх брюк. Головной убор — шапочка-сонгкок, по самым большим поводам надевают особым способом сложенный головной платок — танджак или тенгколок.
Женщины носят саронг и длинную просторную блузку (баджу курунг) или короткую облегающую блузку (баджу кебая) с саронгом.

## Искусство и культура

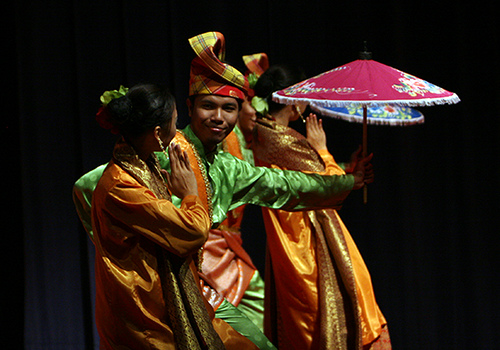
Джогет — традиционный малайский танец

В древности малайцы пользовались южноиндийским алфавитом, с XIV—XV века — арабским, сейчас малайский язык использует в письменности латинскую графику, хотя Бруней до сих пор использует арабское письмо и не только латиницу.
Древнейшие образцы литературы — пантуны (четверостишия), седжары (хроники-родословия), хикаяты (рыцарские романы), сказки, например о Канчиле, карликовом оленьке. У истоков новой литературы стоял Абдуллах бин Абдулкадир Мунши (1796—1854). В 1961 году в Куала-Лумпуре создан Национальный союз писателей Малайзии.
В музыке существует своеобразный певческий стиль керончонг. Национальный оркестр называется нобат, состоит из 3 барабанов, 2 флейт, гонгов. Ведущую партию ведёт флейта серунай.
Национальный театр — ваянг кулит (театр кожаных кукол). Развиты национальные танцы. Существует ещё один вид театра — малайская опера бангсаван, разъезжает по деревням, спектакли проводит в доме собраний. В XX веке его вытеснило кино, но чуть позже он был возрождён.
Из развлечений особой любовью пользуются петушиные и буйволиные бои (сейчас запрещены), запуски змеев (вау), игра в сепактакрау (малайский волейбол), запуски волчков (гасинг), гонки на лодках, национальные виды борьбы (силат) типа карате).

## Обряды жизненного цикла
Среди обрядов жизненного цикла — обряды при рождении ребёнка, прокалывание ушей девочкам в 5—10 лет и обрезание у мальчиков, помолвка, свадебная церемония, которые сопровождаются угощениями и чтением молитв по-арабски. Бракосочетание проводится в соответствии с мусульманскими законами, но сама свадебная церемония содержит множество элементов домусульманских верований. Похоронная церемония также находится в русле исламской практики: тело заворачивают в белый саван и хоронят головой к Мекке.

## Малайская кухня

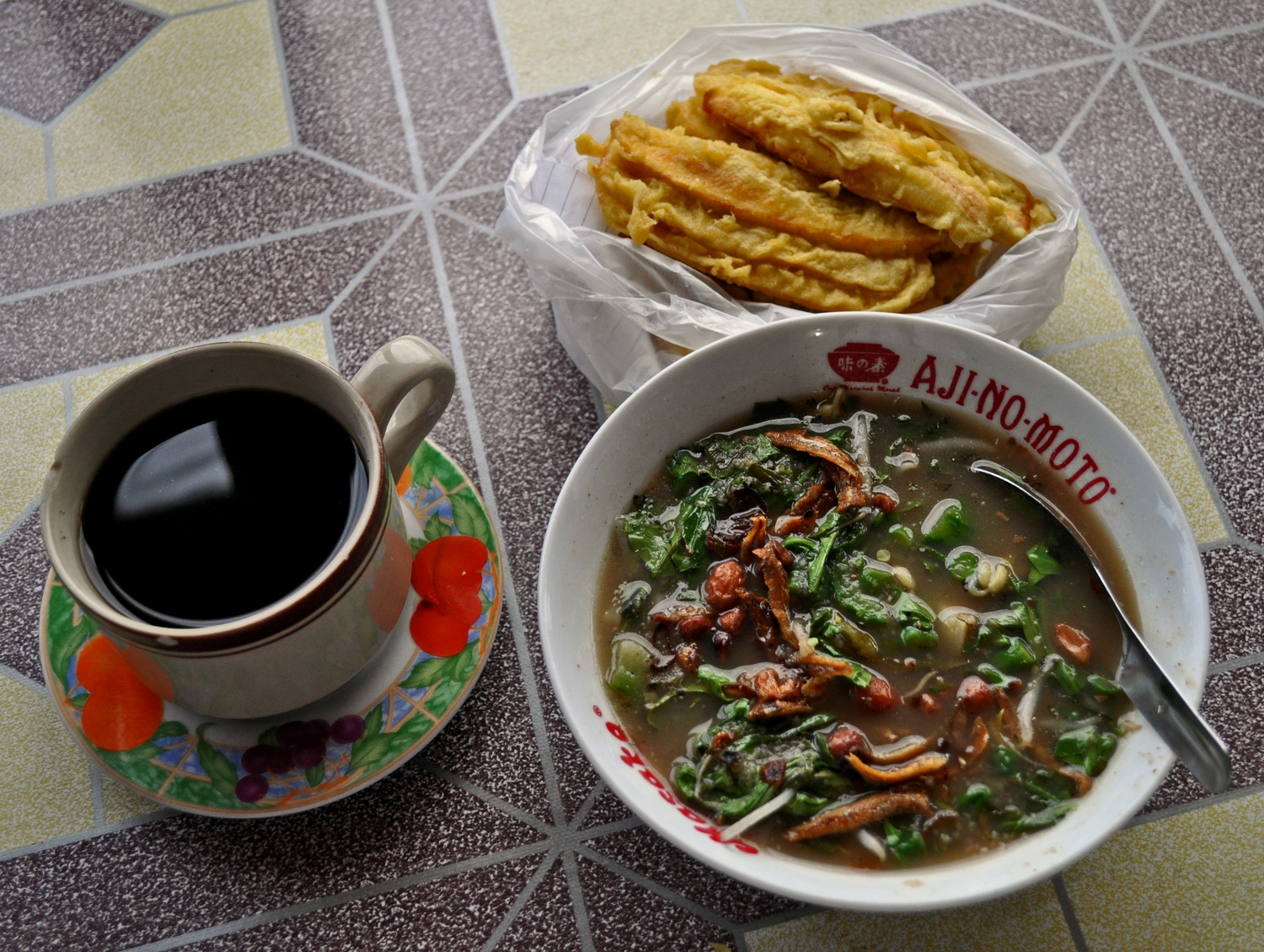
Острое блюдо бубур-педас

Основу пищи составляет рис с различными ингредиентами: мясо, овощи, рыба. Важный элемент многих блюд — кокосовое молоко (сантан), различные специи. Запрещается употреблять в пищу свинину, мясо хищных зверей и птиц, грызунов, рептилий, червей, подохших или принесённых в жертву животных.

## Праздники
Главные праздники религиозные: Аидилфитри или Хари рая пуаса (окончание мусульманского поста), Аидиладха, или Корбан (день жертвоприношения), Маулуд Наби (день рождения пророка Мухаммада), Авал Мухаррам (день паломника).

## Галерея

Церемония взаимного кормления рисом во время малайской свадьбы
Дуриан — любимый фрукт малайцев
Традиционная мужская одежда малайцев саронг (каин пелекат)
Малайка перебирает овощи на кухне
Музыкант-малаец играет на флейте серулинг
Рубашка из батика в Малайзии — парадная одежда
Традиционный малайский театр Мак йонг
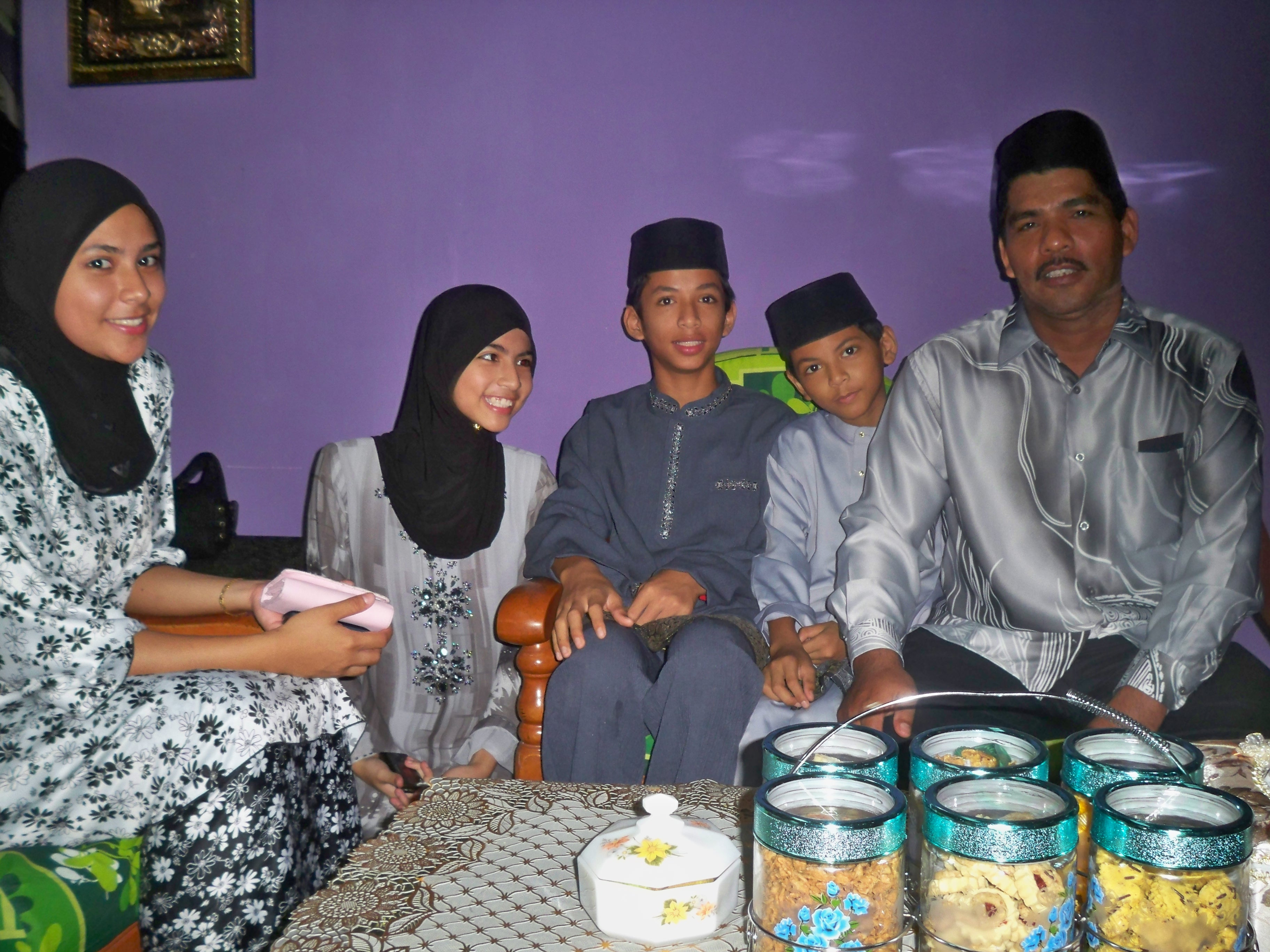
Празднование разговения после поста месяцы рамадан (деревня Паханг-Туа, штат Паханг, 2011)
Малайские дети в национальном костюме «Баджу мелайю»
Малайские сладости
Свадебное угощение у малайцев
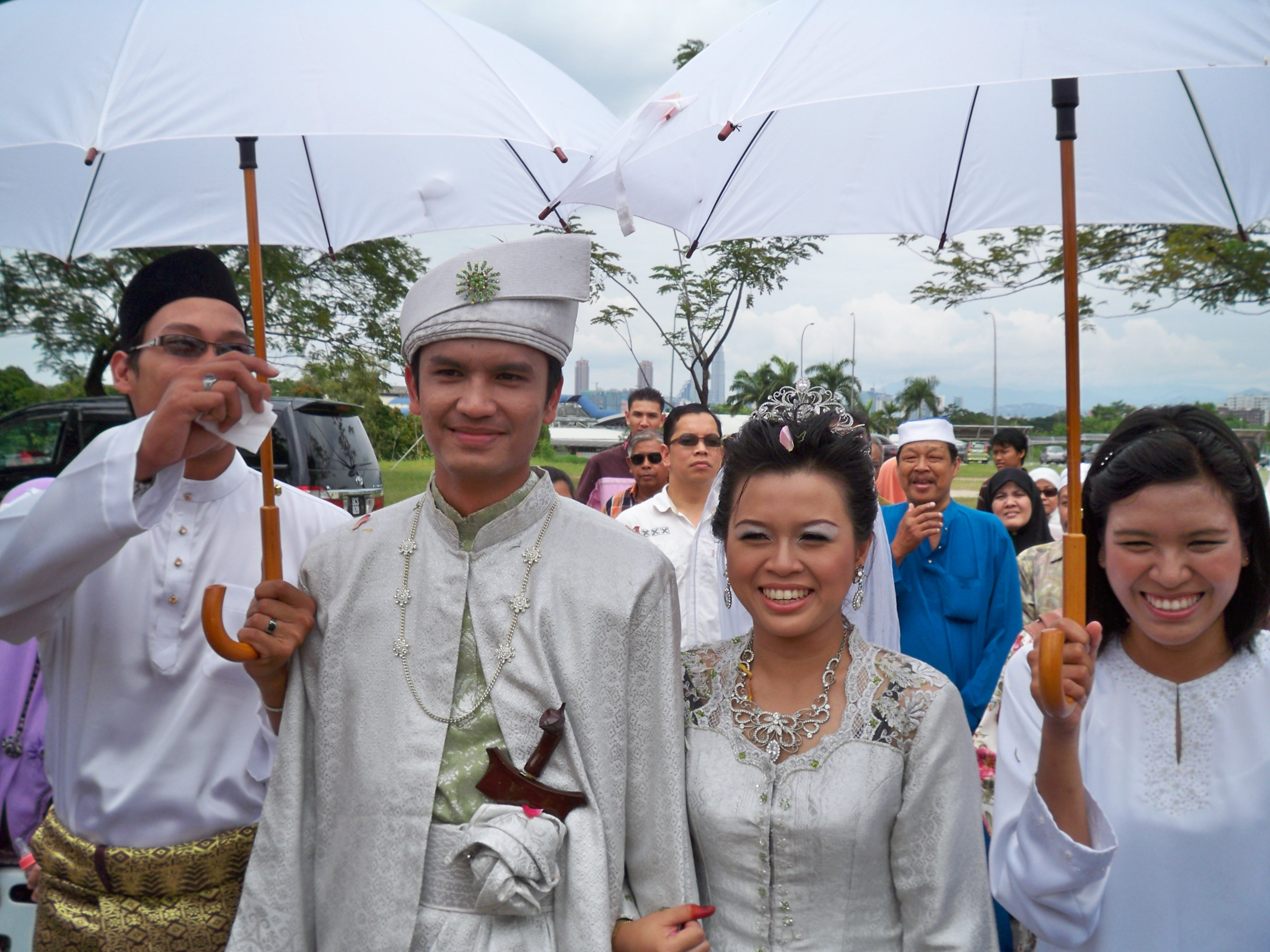
Малайская свадьба (Куала-Лумпур, 2009)